# Paul Leduc Rosenzweig
Paul Leduc Rosenzweig (Ciutat de Mèxic, 11 de març de 1942 - Ciutat de Mèxic, 21 d'octubre de 2020) fou un director de cinema mexicà.
Provinent d'una família important per a la cultura a Mèxic en ser nebot de l'escriptor Renato Leduc i de la pintora Leonora Carrington, era fill ùnic del matrimoni format per l'arquitecte i militante comunista Carlos Leduc i, la també integrant del PC, Sonia Rosenzweig. Per influència del seu pare, començà a estudiar arquitectura a la Universidad Nacional Autónoma de México, però, poc després, en guanyar una beca per estudiar cinema a l'Institute de'Hautes Études Cinematographiques de París, i va poder traslladar-se a França on va realitzar les seves primeres pràctiques a la televisió, a més de començar la seva carrera com a crític escrivint en diverses revistes i diaris. Abandonà els seus estudis d'arquitectura a la UNAM pel Taller d'Arts Escèniques del formador de talents Seki Sano.
Debutà com a realitzador, amb la seva primera pel·lícula de ficció, “Reed, México insurgente”, estrenada el 1973, i basada en el llibre homònim del periodista John Reed, on narrà els seus pensaments sobre la Revolució Mexicana. Més endavant, va portar a l'actriu Ofelia Medina a protagonitzar la pel·lícula biogràfica “Frida, naturaleza viva”, de 1983, en què va narrar la vida de la pintora barrejant passatges de les seves obres amb els de la seva vida personal. La seva trajectòria professional ha estat reconeguda per l'alta qualitat fílmica de la seva producció, havent deixat una empremta artística independent, crítica i social en la cinematografia nacional mexicana, sempre amb una mirada incisiva en els conflictes socials. Les seves obres es caracteritzen per ser una combinació d'evocacions històriques, amb tint social i una afinada tècnica cinematogràfica: com a exemple s'expliquen Etnocidio: Notas sobre el mezquital (1976), sobre aquesta zona de l'estat d'Hidalgo i "Historias prohibidas de Pulgarcito" (1980), sobre la guerra civil a El Salvador o "¿Cómo ves?" (1986), que relata la vida de personatges marginals de la capital mexicana. També deixa en llegat les pel·lícules, "Dollar Mambo", "Latino Bar" i "Cobrador: In God We Trust", on va adaptar contes del brasiler Rubem Fonseca, que el va reafirmar en la seva concepció de cinema i va ser la seva darrera pel·lícula. La seva obra no es limita al cinema, ja que també va fer importants treballs en televisió i el seu treball està compost per llargmetratges de ficció, documentals i curtmetratges.
Leduc va ser mereixedor de diferents premis al llarg de la seva trajectòria, com ara el Premi Nacional de Ciències i Arts en l'àrea de Belles Arts, atorgat per la Secretaria d'Educació Pública el 2013, i l'Ariel d'Or per la seva professionalitat, lliurat per l'Acadèmia d'Arts i Ciències Cinematogràfiques l'any 2016.
Després de patir els embats, des de feia temps, d'una malaltia crònica, va morir amb setanta-vuit anys. La seva filla Valentina Leduc, producte del seu matrimoni amb la productora Bertha Navarro, també és cineasta i la parella del director Juan Carlos Rulfo.

## Filmografia
- Grandville, P. Q. (1956)
- Comunicados cinematográficos (1968)
- Reed: México insurgente (1972)
- Sur: sureste 2604 (1973)
- Bach y sus intérpretes (1975)
- Extensión cultural (1975)
- El mar (1975)
- Etnocidio: notas sobre el Mezquital (1977)
- Estudios para un retrato (1977)
- Monjas coronadas (1978)
- Enrique Cabrera (1978)
- Puebla hoy (1979)
- Historias prohibidas de Pulgarcito (1980)
- Complot Petróleo: La cabeza de la hidra (1981)
- Frida, naturaleza viva (1983)
- ¿Cómo ves? (1986)
- Los nuestros (1987-)
- Barroco (1989)
- Latino Bar (1991)
- Dollar Mambo (1993)
- Los animales 1850-1950 (1995)
- La flauta de Bartolo (1997)
- Bartolo y la música (2003)
- Cobrador: In God We Trust (2006)
- Caos (2010)